# 福濟
福濟（穆麟德轉寫：fuji，1811年—1875年4月15日），原名福克精阿，字春瀛，号元修，碧鲁氏。镶白旗满洲第五參領扎克孫佐領下人，清朝大臣、將領。

## 生平
早年為優貢生。道光十一年（1831年），中式辛卯恩科順天鄉試第一百七十四名舉人。十三年（1833年），中式癸巳科會試第四十七名、覆試一等第二名、殿試第二甲第二十八名進士出身，選翰林院庶吉士，充國史館協修官。十五年（1835年）四月，翰林院散館，列一等第九名，授官编修，歷充國史館纂修官、翰林院奏辦院事、功臣館提調官、文淵閣校理、日講起居注官。六月，升授翰林院侍講。十七年（1837年）十二月，轉任翰林院侍讀。十八年（1838年）十月，升翰林院侍講學士。十二月，奉旨派往祭奠喀爾喀蒙古土謝圖汗部右翼左旗親王車布登多爾濟。十九年（1839年）四月，轉任翰林院侍讀學士，充咸安宮官學總裁。六月，充稽察左翼覺羅學。七月，充己亥科河南鄉試正考官。十二月，升詹事府少詹事。二十三年（1843年）三月，大考翰詹，列二等第十三名，道光帝賞賜綢緞。八月，署理國子監祭酒。九月，升授大理寺卿。十一月，充考試漢廕生閱卷大臣。二十四年（1844年）二月，充考試學正學錄閱卷大臣。五月，升都察院左副都御史。七月，充甲辰恩科順天鄉試監臨。八月，升盛京兵部侍郎。十月，調任兵部右侍郎。二十五年（1845年）二月，充各省舉人覆試閱卷大臣。兼授總管內務府大臣鑲白旗蒙古副都統、充管理清漪園等處官銀錢號事務、圓明園八旗內務府三旗護軍營總統大臣，奉旨審理「內務府官三倉案」。七月，署理管理養心殿造辦處事務大臣。八月，充值年河道溝渠大臣。十月，充紫禁城值年大臣。十一月，充犧牲所值年大臣。十二月，總理龍泉峪陵寢工程。二十六年（1846年）二月，署理戶部左侍郎兼管理三庫事務大臣。五月，調任吏部右侍郎、正藍旗滿洲副都統、步軍營右翼總兵。八月，充崇文門副監督、丙午科順天鄉試副考官。十月，充稽察京通十七倉大臣。二十七年（1847年）正月，署理戶部左侍郎兼管理三庫事務大臣。三月，充丁未科會試副總裁。四月，充新進士覆試閱卷大臣。五月，充大考翰詹閱卷大臣。十二月，署理管理三庫事務大臣。二十八年（1848年）正月，充經筵講官。二月，充總管圓明園事務大臣、總管暢春園事務大臣、惇郡王家務大臣。三月，署御茶膳房管理事務大臣。五月，奉派前往河南、江蘇、山東查辦事件。十二月，調戶部右侍郎兼管錢法堂事務。二十九年（1849年）二月，調正白旗護軍統領。三月，奉旨派審「鑲白旗蒙古章京案」。四月，奉派前往山西查辦事件。七月，充己酉科江南鄉試正考官。十一月，奉派前往清江浦查辦事件。三十年（1850年）二月，充實錄館副總裁。三月，調步軍營左翼總兵，充稽察內七倉大臣。四月，充崇文門右翼監督、新進士覆試與朝考閱卷大臣。五月，充教習庶吉士。六月，充己酉科拔貢覆試閱卷大臣。七月，因「薛執中案」遭到革職。八月，賞給四品頂戴署理山西按察使。十月，調補山東按察使。咸豐元年（1851年）至次年，三次署理山東布政使。二年（1852年）十月，升奉天府府尹，因在按察使任內捐輸助餉，賞戴花翎。十二月，升授河東河道總督。三年（1853年）三月，調漕運總督，帶兵赴揚州防剿太平天國，兼管淮北鹽務。十一月，奉旨帶兵赴安徽防剿。十二月，調補安徽巡撫。五年（1855年），以攻克廬州府城，賞給一品頂戴、加太子少保。八年（1858年）六月，因長期駐守廬州無功，革去太子少保、一品頂戴，回京候旨簡用。九月，補內閣學士兼禮部侍郎銜。十月，賞副都統銜充西寧辦事大臣。九年（1859年），因妥速辦理八個生番部落歸順事宜，上諭褒獎調度有方，賞還一品頂戴。十年（1860年），調補工部左侍郎，兼正黃旗漢軍副都統，暫署陝甘總督。十一年（1861年），調任成都將軍，督辦川北軍務。同年遷雲貴總督。因咸豐帝駕崩後，奏請赴京叩謁梓宮違反詔令，遭到革職，賞給四品頂戴，隨同署雲貴總督潘鐸前往雲南辦理軍務。同治元年（1862年），賞給副都統銜，隨同駐藏大臣景紋赴西藏查辦事件。因道路梗阻無法入藏，被撤銷副都統銜，留四品頂戴，返回京師。六年（1867年），授侍衛處一等侍衛充科布多辦事大臣。七年（1868年），調布倫托海辦事大臣。八年（1869年），升授烏里雅蘇臺將軍。九年（1870年）十月十九日，回匪急襲烏里雅蘇臺城，烏里雅蘇臺兵力薄弱，夜間警備懈怠，遭縱火攻陷殺掠，上諭原本應以失陷城池治罪，但考量兵力不足情有可原，革職留任。隨後被外藩蒙古王公參劾，革職回京。十二年（1873年）四月，大學士直隸總督李鴻章奏報大員捐輸助賑，追述福濟以往在安徽的功績，賞還一品頂戴、花翎。光緒元年（1875年）三月初十日，病逝。李鴻章奏請恩卹，三月二十六日，上諭：「前烏里雅蘇臺將軍福濟於咸豐年間，在安徽巡撫任內辦理軍務，宣力有年，現在因病身故，殊堪軫惜。福濟著加恩照巡撫例賜卹。」

## 家庭及关联
- 曾祖父：博爾準。
- 祖父：良辅，光禄寺卿。
- 父：恩慶，户部云南司员外郎。

### 妻室
- 嫡妻：伍弥特氏，三等继勇公德楞泰孙女，一等繼勇侯苏崇阿之女，道光壬辰进士刑部尚书花沙纳之妹。
- 继妻：觉罗氏，陕甘总督覺羅乐斌之女。
- 再繼妻：鄂济氏，陕甘总督宜綿之孙女、烏什杭阿之女。

### 子女
- 子：长霖，户部云南司郎中。
- 女：和硕睿懿亲王德长嫡福晋。[1]
- 女：同治戊辰进士吏部尚书锡珍夫人。
- 女：同治乙丑进士翰林院侍講福臣之妻。
- 孙：善佺，光绪甲午举人，法部左丞。

## 延伸阅读
[在维基数据编辑]
 《清史稿/卷427》，出自趙爾巽《清史稿》